# 우공이산
우공이산(愚公移山, 영어: The Foolish Old Man Removes the Mountains)은 오랜 시간이 걸려도 꾸준히 노력해 나간다면 결국엔 뜻을 이룰 수 있다는 뜻의 한자성어로서, 열자(列子) 탕문편에 나오는 말이다.

## 이야기
중국의 태행(太行)과 왕옥(王屋) 두 산맥은 오래전엔 북산(北山)을 사이에 두고 지금과는 다른 곳에 있었다.

북산에 살고있던 우공(愚公)이라는 노인이 높은 산에 가로막혀 왕래하는 데 겪는 불편을 해소하고자 두 산을 옮기기로 하였다.

둘레가 700리에 달하는 큰 산맥의 흙을 퍼담아서 왕복하는 데 1년이 걸리는 발해만(渤海灣)까지 운반하는 작업을 하는 우공(愚公)의 모습을 보고,친구 지수(智叟)가 그만둘 것을 권유하자 우공(愚公)이 말했다.
"나는 늙었지만 나에게는 자식과 손자가 있고, 그들이 자자손손 대를 이어나갈 것이다. 하지만 산은 불어나지 않을 것이니, 대를 이어 일을 해나가다 보면 언젠가는 산이 깎여 평평하게 될 날이 오겠지."
산신령에게 이 말을 전해들은 옥황상제가 두 산을 멀리 옮겨주어 노인의 뜻은 성취되었다.
1년 동안 묵묵히 산을 옮긴 우공의 노력과 믿음, 끊임없는 열정이 옥황상제를 감응시켜 도저히 불가능해 보였던 일을 성취시킨 것이다.

## 해설
도가적 사상서인 열자(列子)에서 우공(愚公)과 지수(智叟)라는 두 인물의 이름을 통해 말하고자 하는 바는, 세상이 말하는 지혜로움과 어리석음의 기준은 절대적 진리가 아니라고 하는 것으로서, 우공(愚公)은 '어리석은 노인'이란 뜻이 아니라, 역설적인 의미로 이해하는 것이 옳을 것이다.

## 인용된 사례
마오쩌둥은 중국공산당 7차당대회 (1945.4.23~6.11)의 폐회사에서 이 전승을 인용했다. 

```
중국인민의 머리를 짓누르는 두 거대한 산이 있습니다. 하나는 제국주의 이고, 다른 하나는 봉건주의입니다.
중국공산당은 일찍이 이 둘을 파 내기로 결심했습니다. 우리는 반드시 이를 계속해야만 하고, 반드시 계속 일해야 합니다.
그러면 우리도 하느님을 감동시킬 수 있습니다. 그 하느님은 바로 다른 것이 아니라 모든 중국의 인민대중입니다.
[
1
]
```

노무현 전 대통령은 2009년 5월 20일경 자서전 <<성공과 좌절>>을 정리할 때까지, 서재에 '우공이산'을 표구하여 붙여놓음으로써 주변인들의 성급함을 나무랐다.

## 실천된 사례
중국에서 쓰얀(十堰) 시의 한 공무원이 중장비 등의 도움없이 마을 주민들과 함께 5년에 걸쳐 400m에 이르는 터널을 뚫었다.
거듭되는 민원에도 불구하고 빈약한 시재정으로는 공사를 감당할 수 없었던 것을 주민에 대한 모금활동을 통해 노임을 마련하여, 중장비 대신 폭약과 삽으로 공사를 완수했다.
인도의 다슈라트 만지(Dashrath Manjhi)는 열악한 교통환경 탓에 제때 치료받지 못한 부인을 추모하기 위해 22년에 걸쳐 망치와 정으로 산을 깎아 길을 만들었다.

일본 조동종의 한 스님은 아오노도몬이라는 터널을 뚫었다.

## 반대되는 말
운칠기삼(運七技三) : 중국의 괴담문학인 요재지이(聊齋志異)에서 유래된 말로써 세상 일은 사람의 노력만 가지고는 이룰수 없다는 뜻

## 현대적인 의미
오늘날에는 화약과 중장비를 이용하는 토목기술의 발달로 산을 깎아 지반을 평탄화 시키는 절토공사가 국책사업으로서 빈번하게 이루어지고 있다.
광주의 태봉산처럼 흔적도 없이 사라진 산도 많이 있다.
이에 따른 환경파괴와 재난의 발생이 사회이슈가 되고 있다.

## 같이 보기
- 시시포스
- 다슈라트 만지